# BAP Paita (DT-141)
USS Walworth County (LST-1164)
Le BAP Paita (DT-141), anciennement USS Walworth County (LST-1164) de l'US Navy, est un bâtiment de débarquement de chars qui a servi dans la marine péruvienne de 1984 à 2013.

## Histoire
L'USS LST-1164 a été construit au Ingalls dans le Mississippi en 1953. C'est un Landing Ship Tank de classe Terrebonne Parish.

## Transfert au Pérou
Le 7 août 1984, le Walworth County et trois autres bâtiments identiques (USS Walshoe County, USS Waldo County et USS Traverse County) sont loués par le Pérou.
Il devient le BAP Paita (DT-141) de la marine péruvienne le 4 mars 1985. Le bail est renouvelé pour les quatre navires en août 1989 et août 1994.
Le 26 avril 1999, l'US Navy les vend définitivement conformément au Foreign Military Sales.
Ce bâtiment pouvait transporter :
- jusqu'à 380 hommes et 15 officiers ;
- trois landing craft ;
- un LCP.

Il a été retiré du service en 2012. Il sera remplacé par un Landing Platform Dock de classe Makassar prévu en 2016.

### Note et référence
- (en) Cet article est partiellement ou en totalité issu de l’article de Wikipédia en anglais intitulé « USS Walworth County (LST-1164) » (voir la liste des auteurs).